# Episema trimacula
Episema trimacula là một loài bướm đêm trong họ Noctuidae.